# Académie de la reine Thérèse
L’Académie de la reine Thérèse ou Theresianum est un établissement public installé dans des locaux pluriséculaires à Vienne, 4e arrondissement. Ancienne école d'élite pour la haute administration impériale, c'est aujourd'hui un lycée qui partage ses locaux avec l'école des Services diplomatiques (Diplomatische Akademie Wien). Depuis 2011, il y a aussi une école maternelle et une école primaire.

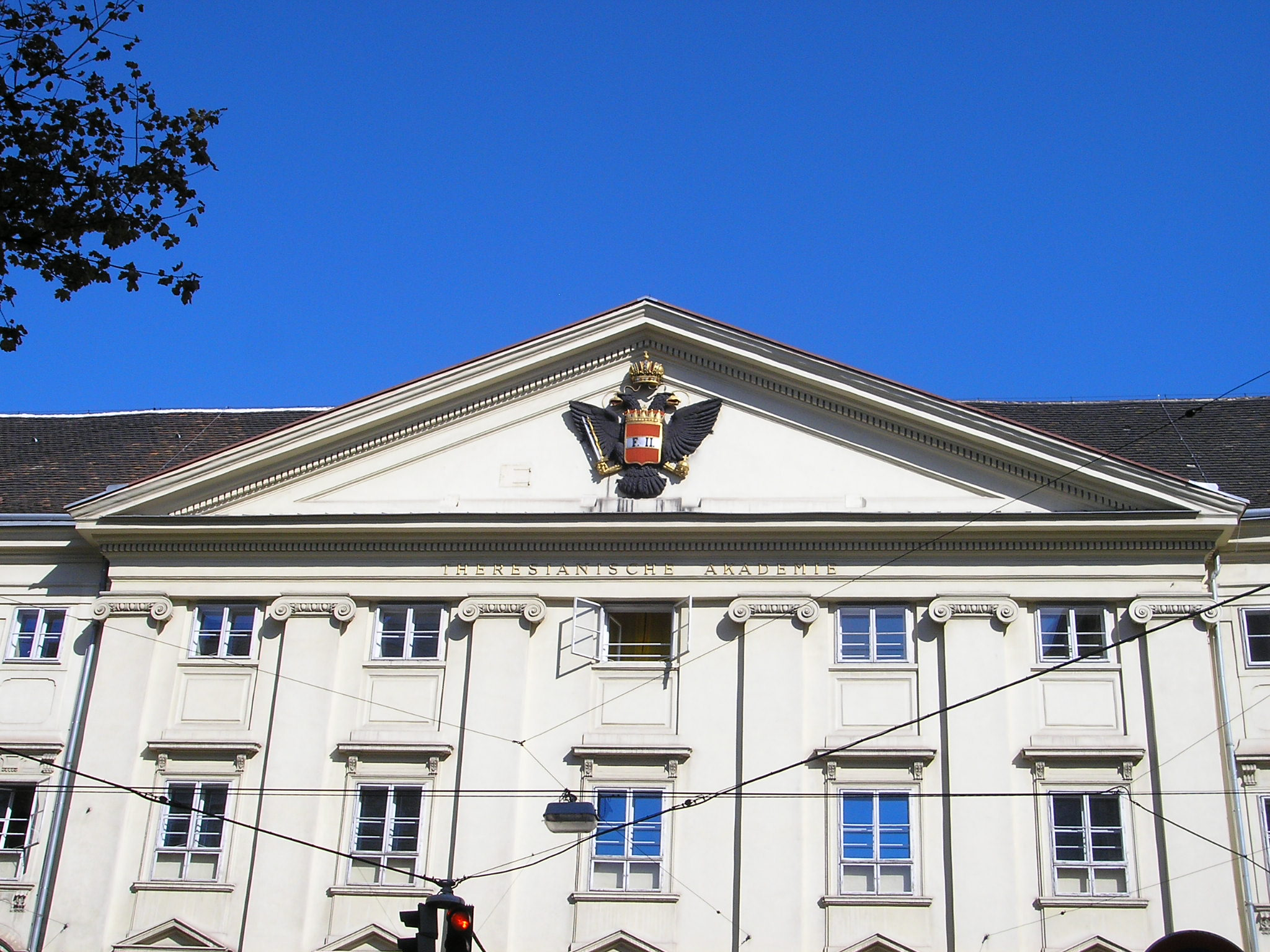
Le pignon de l'école, aux armes impériales de François Ier.

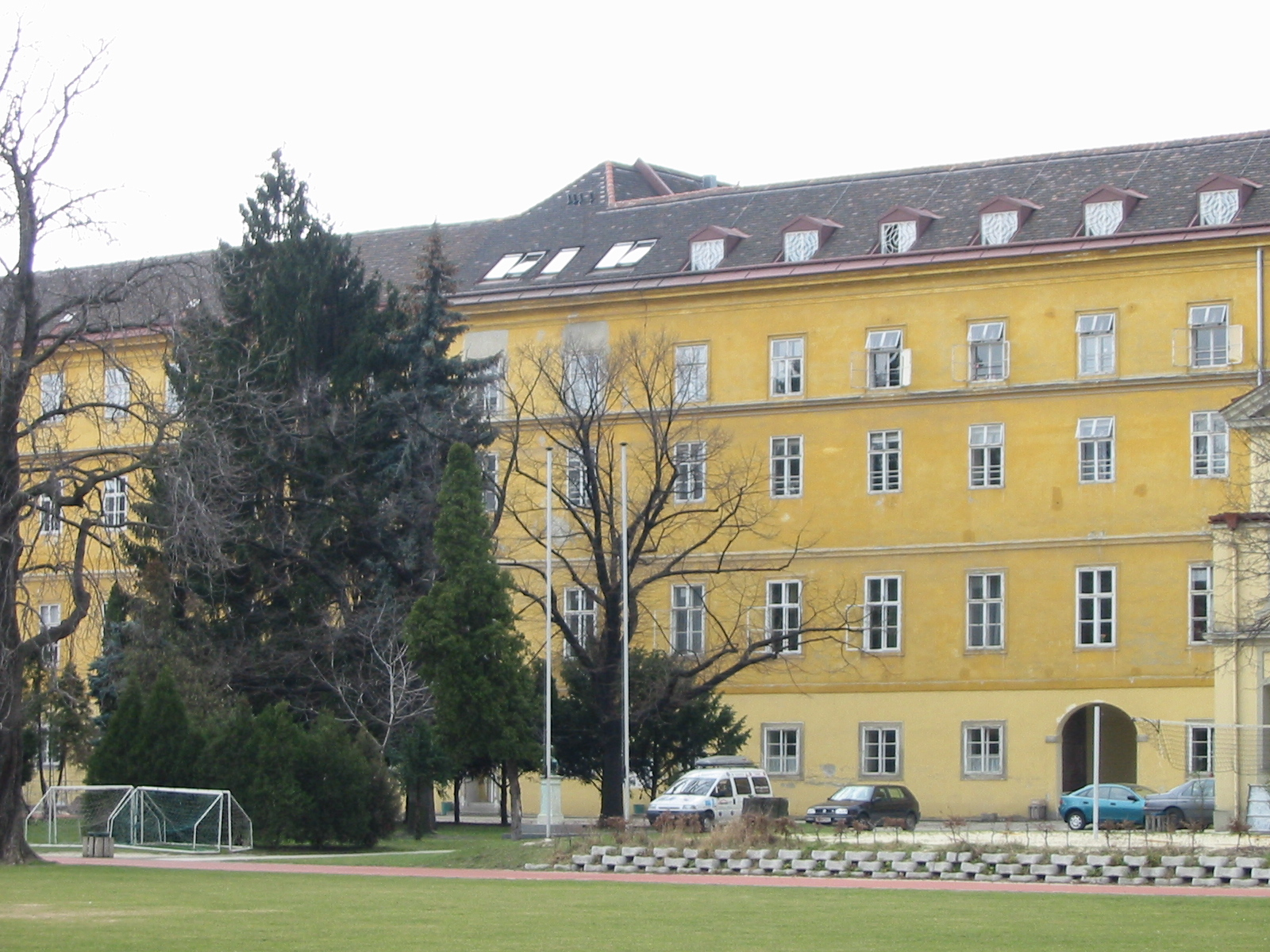
Le Theresianum vu depuis les jardins.

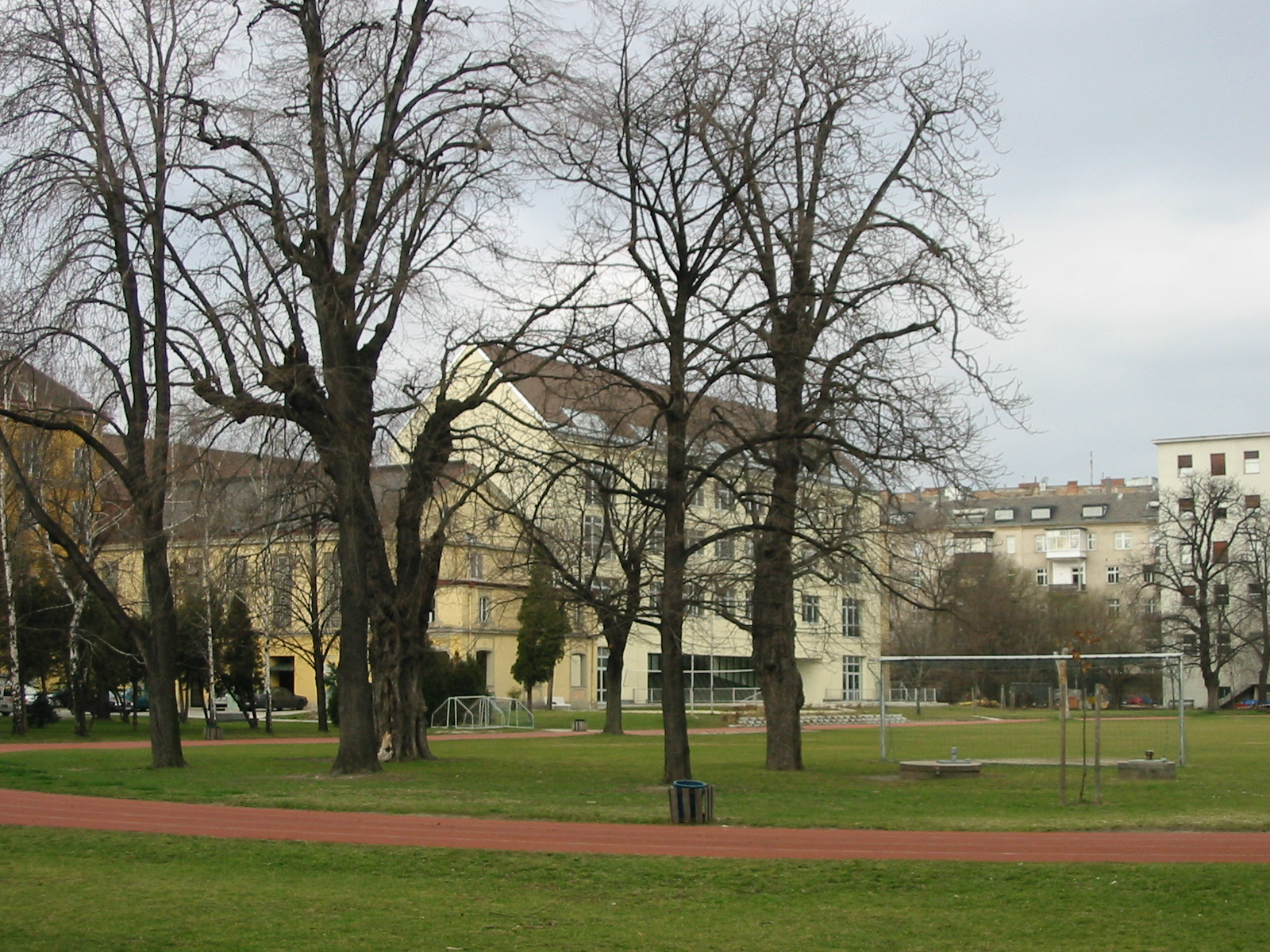
Les jardins de l’École

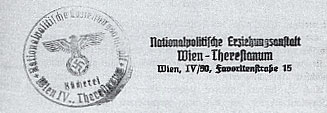
Un vestige du IIIe Reich : le timbre postal du „NPEA Wien-Theresianum“

## Histoire
Il y avait dès 1288 un domaine seigneurial à cet endroit. Ces terres et les droits seigneuriaux qui s'y attachaient furent vendus en 1614 à la maison impériale, et le domaine prit en 1623 le nom de Favoritenhof : ce fut la résidence des impératrices Anne, Éléonore de Gonzague et Éléonore de Nevers-Mantoue à leur veuvage. Les jardins ont été dessinés et aménagés en 1642 par Giovanni Battista Carlone.
La Favorita fut le palais d'été préféré des empereurs Leopold Ier, Joseph Ier et Charles VI. Ces monarques entreprirent de nombreux agrandissements du château, anéantis en partie lors du Siège de Vienne (1683) : les ruines et une partie des terres furent revendues.
Marie-Thérèse d'Autriche, héritière des couronnes d'Autriche, de Bohême et de Hongrie, impératrice en titre depuis 1745 (reconnue comme telle par le Traité d'Aix-la-Chapelle en 1748), adopta le château de Schönbrunn comme nouveau palais d'été. Cela tient sans doute à ce que la Favorita, du point de vue de sa situation et de son architecture, ne pouvait rivaliser avec le Palais du Belvédère (Vienne), que le général Eugène de Savoie-Carignan, richement pensionné par Charles VI, avait fait édifier à 800 m de là.
Marie-Thérèse fit don du château baroque de la Favorita (rebaptisée entre-temps Neue Favorita ; l'ancien château avait été converti en bassins d'agrément), dans le faubourg de Wieden, aux Jésuites, en leur demandant toutefois d'y ouvrir un collège, une école d'équitation pour la promotion de tous, mais particulièrement des jeunes nobles. La mission essentielle de ce nouvel établissement était la formation de fonctionnaires et diplomates à la fois instruits, et dévoués à la Couronne. Les bâtiments furent agrandis et rehaussés d'étages supplémentaires tout au long du XVIIIe siècle et du XIXe siècle.
En 1783 le prince réformateur Joseph II supprima toutes les écoles d'équitation du domaine héréditaire d'Autriche, et donc aussi le Theresianum ; mais dès 1797, l'empereur François II autorisait sa réouverture, en la confiant aux frères piaristes. La façade fut remaniée dans le style classique. Au terme de la Révolution de 1848, l’empereur François-Joseph Ier accorda l'admission dans cette école « aux enfants de la bourgeoisie. »
L'Académie impériale et royale des langues orientales, fondée en 1754 par l'impératrice Marie-Thérèse, était hébergée depuis sa fondation dans le Theresianum. Rebaptisée Konsularakademie en 1900, cet établissement prit possession de ses nouveaux locaux en 1904 au n°16 de la Boltzmanngasse (devenue en 1947 l'ambassade des États-Unis). Fermée en 1938 par les autorités nazies, ses fonctions ont été reprises en 1964 par la Diplomatische Akademie Wien.
Au terme de l'Anschluss (1938), les autorités nazies firent fermer l'Académie de la reine Thérèse ; puis le 13 mars 1939 (soit un an jour pour jour après l'Anschluss), ils y ouvrirent une école des cadres du régime (Napola). Mais cette école fut détruite lors des bombardements de 1944-45. Après la capitulation nazie, les autorités d'occupation soviétiques, responsables du IVe arrondissement de Vienne, confièrent le Theresianum à l'USIA, le consortium de gestion des prises de guerre soviétiques.
Avec la constitution autrichienne de 1955, l’État autrichien et donc la fondation du Theresianum reprirent possession des lieux le 20 septembre 1955, et au mois de septembre 1957, les cours de l'école privée pouvaient reprendre. La réparation des immeubles détruits pendant la guerre fut financée par l’État de 1956 à 1964. Le Ministère fédéral des Affaires étrangères résuisitionna en 1964 une partie des locaux pour y rétablir le Centre de formation des Diplomates : c'était à vrai dire le retour de cette institution dans les locaux qu'elle occupait 60 ans auparavant.
Les lycéennes sont admises depuis 1989 dans ce lycée.

## Le lycée international aujourd'hui
Par-delà le tronc commun, l'école met l'accent sur l'enseignement sur l'international et la pratique des langues étrangères : outre la littérature allemande, on y enseigne l'anglais, le français, le latin et le russe. La discipline scolaire insiste sur la politesse et les bonnes manières. Des cours optionnels sont offerts en sport, arts plastiques, créativité, technologies de l'information et de la communication et musique, ainsi que des études de cas d'économie. L'école propose à la fois les régimes d'internat et de demi-pension.
Le campus s'étend sur 50 000 m2 et possède un terrain de football, un terrain de basket, deux autres  terrains de football, une piscine, un court de tennis, une piste d'athlétisme, deux terrains de beach-volley, une salle de gymnastique et une salle plus petites ; ces deux dernières salles possèdent chacune un mur d'escalade et divers équipements.
Le lycée Marie-Thérèse accueille actuellement 800 élèves. Plusieurs sont étrangers ou viennent de länder éloignés de la capitale : dans ce dernier cas, ils peuvent avoir accès à l'internat.
Le recrutement des professeurs est assuré conjointement par la direction du lycée et la commission scolaire de Vienne. Le Lycée français de Vienne participe à l'entretien de l'internat et à diverses activités du Theresianum.

## Élèves illustres
- Hieronymus von Colloredo-Mannsfeld (1732–1812), évêque de Gurk et prince-évêque de Salzbourg
- Guillaume-Florent de Salm-Salm (1745–1810), évêque de Tournai et archevêque de Prague
- François-Xavier II de Salm-Reifferscheidt (1749–1822), prince-évêque de Gurk, cardinal et organisateur de la première ascension du Grossglockner
- Ferenc Széchényi (1754–1820), érudit hongrois, fondateur de la bibliothèque nationale de Hongrie
- Joseph Radetzky (1766–1858), Feldmarschall autrichien, chevalier de l'Ordre de la Toison d'or
- Ignace von Mitis (1771–1842), chimiste autrichien, inventeur du « vert de Schweinfurt »
- Leó Festetics (1800–1884), compositeur hongrois
- baron Moritz von Ebner-Eschenbach (1815–1898), inventeur et écrivain autrichien, époux et promoteur de l’œuvre de Marie von Ebner-Eschenbach
- Dr. Titu Maiorescu, 1840-1917, premier ministre Roumain, recteur de l'Université de Bucarest
- Tivadar Puskás (1844–1893), ingénieur hongrois
- Karl Lueger (1844–1910), maire de Vienne, bachelier en 1862
- Marquis Olivier de Bacquehem (1847–1917), ministre de l'Intérieur et du Commerce
- Ernest von Koerber (1850–1919), homme politique libéral.
- Alphonse XII (1857–1885), roi d'Espagne
- Konstantin Jireček (1854–1918), diplomate tchèque et spécialiste des langues slaves
- Peter Altenberg (1859–1919), critique littéraire, bachelier en 1876
- Vladimir Ledóchowski (1868–1942), général de la Compagnie de Jésus, bachelier en 1884
- comte István Bethlen von Bethlen (1874–1946?), homme politique et Premier ministre hongrois
- baron Clemens Peter von Pirquet (1874–1929), pédiatre, bactériologue et immunologue, bachelier en 1892
- Friedrich Hasenöhrl, 1874–1915, physicien, bachelier en 1892
- Baron Franz Nopcsa von Felsöszilvás, 1877–1933, pionnier de la Paléontologie et spécialiste de l'Albanie, bachelier en 1892
- Fritz von Herzmanovsky-Orlando, 1877–1954, écrivain et dessinateur, bachelier en 1896
- Edgar Callè (1879–1955), compositeur et pianiste autrichien
- Joseph Schumpeter, 1883–1950, économiste
- comte Richard Coudenhove-Kalergi (1894–1972), essayiste et fondateur de l'Union paneuropéenne internationale
- Şehzade Ömer Faruk (1898-1969), prince ottoman
- Teddy Kern (1900–1949), acteur
- Hans Jaray (1906–1990), acteur, scénariste et metteur en scène
- Ernst Gombrich, 1909–2001, historien de l'art, bachelier en 1927
- Ole Paus (1910–2003), général norvégien, bachelier en 1929
- Max Ferdinand Perutz (1914–2002), lauréat du Prix Nobel de chimie 1962, bachelier en 1932
- Rolf Olsen (1919–1998), acteur, scénariste et metteur en scène
- Hans Hass (1919–2013), biologiste et auteur de films documentaires sur la faune sous-marine, bachelier en 1937
- Peter Zinner (1919–2007), producteur et lauréat de l'Oscar du meilleur montage, bachelier en 1937
- Christoph Waltz (né en 1956), deux fois lauréat des Oscars
- Johannes Hahn (né en 1957), commissaire européen et ministre autrichien
- Dimitris Droutsas (né en 1968), homme politique grec, bachelier en 1986
- Johann Gudenus (né en 1976, vice-bourgmestre de Vienne, bachelier en 1995

## Voir également
- Page d'accueil du lycée
- (de) « Theresianum (Neue Favorita) », sur burgen-austria
- (de) « AEIOU Theresianum », sur Austriaforum